# Astyanax dnophos
Astyanax dnophos är en fiskart som beskrevs av Lima och Jansen A.S. Zuanon 2004. Astyanax dnophos ingår i släktet Astyanax och familjen Characidae. Inga underarter finns listade.